# Gifford (Karolina Południowa)
Paxville – miasto w Stanach Zjednoczonych, w stanie Karolina Południowa, w hrabstwie Hampton.